# 酋龍屬
酋龍屬（學名：Datousaurus），又名巴蜀龙，是蜥腳下目恐龍的一屬，化石發現於中國四川省自貢市大山鋪鎮的下沙溪廟組，地質年代為中侏羅世。生存於同時期、同地區的蜥腳下目有蜀龍、峨嵋龍及原頜龍，鳥腳下目的有曉龍、早期劍龍科的華陽龍，以及肉食性的氣龍。牠是由董枝明等人於1984年正式描述，其學名是來自馬來語的「酋長」或是中文的「大頭」。

## 發現與命名
模式種是巴山酋龍（D. bashanensis），是由董枝明等人在1984年所敘述、命名。目前只有發現兩個部份骨骼，另有一個頭顱骨被歸類於酋龍屬。

## 古生物學
酋龍是身長約15米長的植食性恐龍。與其他蜥腳下目相比，酋龍的頭顱骨大而且深。由於牠的化石很少，所以牠們被推測不像其他的蜥腳下目般群體生存；群體生存的蜥腳類恐龍，常被發現化石集中在同一地點。

### 酋龍與蜀龍
酋龍及蜀龍是兩類非常類似的恐龍，有著相似的特徵。不過，酋龍的脊椎較長，令牠可以到達更高點，而牙齒則更為匙形。顯示牠們雖是同一時期的動物，但偏好不同植物或不同高度的樹。這樣可以減低兩屬之間的食物競爭。在梁龍科中也有類似的模式。

## 外部連結
- 恐龍博物館——酋龍